# François de Saboulin Bollena
François de Saboulin Bollena (olim Sebolin), né le 17 novembre 1661 et mort le 11 février 1717 à Marseille, premier échevin-maire de Marseille en 1702, écuyer et secrétaire du roi en la Grande chancellerie, maison, couronne de France et de ses finances au Grand Collège en 1704, est un armateur et négociant marseillais.

## Biographie

### Enfance
Né et baptisé en la paroisse Saint-Laurent de Marseille le 17 novembre 1661, il est le fils de Vincent de Sebolin, écrivain du roi sur la galère la d'Allemagne puis conseiller-auditeur-expert de la Cour des comptes, aides et finances de Provence en le bureau établi en la ville de Cuers en 1639, et de Catherine de Prépaud, et petit-fils de Pierre Sebolin, écuyer de la ville de Signes, marchand de Marseille et écrivain du roi sur la galère La Seguirane, et de Louise Vernet. Son père décède le 27 février 1684 et est enseveli en la paroisse Saint-Laurent de Marseille, alors qu'il a vingt deux ans. Il est alors formé par son oncle Pierre de Sebolin, armateur et échevin de Marseille

### Carrière
Au décès de son père, il reprend la maison de commerce que ce dernier avait fondée dix années auparavant avec Jean et David Ménard à Constantinople.
Il devient, en 1685, député de la nation Française, puis facteur de la nation Française  à Constantinople et receveur des droits jusqu’à son retour à Marseille en 1689,. Il représente la chambre de commerce de Marseille à Constantinople.
À cette époque il se lie avec Joseph Blondel de Gagny alors chancelier de l'ambassade de France à Constantinople et consul de France à Smyrne, ainsi qu'avec Jean Gleize, également député de la nation Française à Constantinople et deviendra avec ce dernier, un des relais des Blondel qui jouent un rôle clef entre les ministères de la marine et des affaires étrangères, notamment auprès de Colbert de Torcy, Colbert de Croissy , Colbert de Segnelay, et Louis de Ponchartrain.
En 1689, il revient à Marseille où il épouse Catherine Dasque, fille d'Antoine Dasque, conseiller du roi, commissaire de la Marine, et de Catherine de Ripert, et sœur de Madeleine Dasque épouse de Jacques d'Entrechaux, ainsi que de Claire Dasque épouse du Comte Nicolas de Sabran-Beaudinar. Son oncle Pierre Sebolin, échevin de Marseille, lui fait don lors de son mariage de la maison Diamantée, rachetée à Thomas van Bebber. 
Il hérite en 1702 de l’essentiel de la fortune de son oncle Pierre Sebolin, qui lui laisse environ 800,000 livres. 
Le 28 octobre 1702, il est élu 1er échevin-maire de Marseille, et par lettres de provision du 20 janvier 1704 il est agréé par la Grande Chancellerie de France et rachète la charge de Conseiller-notaire-secrétaire du Roi en la Grande Chancellerie, maison, couronne de France et de ses finances de Louis Béchameil. Ses témoins de moralité pour la procédure d’agrément devant la Grande Chancellerie de France, conduite par les conseillers-secrétaires du Roi, David et Delamet, sont le père Joseph Olivier, bénédictin du prieuré conventuel de Milhaud, Joseph Blondel de Gagny, conseiller du Roi, trésorier général des bâtiments et jardins de sa majesté, des arts et manufactures de France, et Joseph Giraud, négociant. Ils déposent que ledit François est "bon catholique et qu’il a fait bâtir avec son oncle la majeure partie du Couvent des Capucins et notamment son cœur où ils se sont réservés une chapelle, qu’il est maire et 1er échevin de Marseille, très affectionné au service du Roi, qu’il commerce en gros comme son père Vincent et son oncle Pierre, avec Constantinople où il a résidé, et presque toutes les nations du Monde, et qu’il est allié aux meilleures familles de Marseille". 
Il achète au bailli de Noailles, l’hôtel de Noailles, sur le Cour, où il logera plusieurs mois le Maréchal-Duc de Villars en 1715. 
Il décède le 31 janvier 1717, dans son hôtel de la rue de Noailles, et est enseveli dans la chapelle Notre Dame du Bon Voyage du couvent des Capucins le 12 février 1717, accompagné par les chanoines Bouis, David et Suffret. Il laisse une fortune considérable de près de 2,000,000 de livres à son fils aîné Jean-François qui accueillit en 1720 Charlotte-Aglaé d'Orléans, duchesse de Modène, dans son l'hôtel de Noailles, avant de le céder en 1722 à Jean-Baptiste de Bruny de la Tour d'Aigues. 
"Dans les premières années du XVIIIe siècle, l'Hotel de Noailles fut acheté par Francois de Sabolin, riche négociant que l'on nomma premier échevin de Marseille aux élections du 28 octobre 1702. Sa famille, originaire de Signes en Provence, s'était divisée en plusieurs branches et l'une d'elles était venue s'établir à Marseille où elle acquit un renom considérable.  in Augustin Fabre, Les Rues de Marseille, Volume 5, p. 141 et 142
Il meurt à Marseille le 11 février 1717, à l’âge de 56 ans et est inhumé dans l’église du couvent des Capucins en la chapelle Notre Dame de Bon Voyage.

## Hommage posthume
Un rond-point de la métropole d'Aix-Marseille-Provence porte aujourd'hui son nom.